# اشتفان تسیمر
اشتفان تسیمر (به آلمانی: Stefan Zimmer) (متولد ۱۹۴۷ در فلودا) زبان‌شناس آلمانی (هندو-اروپایی و سلتیکی) و پروفسور بازنشسته دانشگاه بن است.
او از ۱۹۶۶ تا ۱۹۷۲ در دانشگاه فرانکفورت در رشته زبان‌های هندو-اروپایی درس خواند و دکترایش را در ۱۹۷۲ گرفت. بعد از فارغ‌التحصیلی، تا ۱۹۷۵ به عنوان محقق در سمینار هندو-اروپایی دانشگاه فرانکفورت مشغول به کار بود. سپس به دانشکده تطبیقی زبان‌شناسی هندو-اروپایی رفت و در دانشگاه آزاد برلین تا ۱۹۹۵ در شورای دانشکده مشغول به کار بود.
در ۱۹۹۵ او به عنوان پروفسور زبان‌شناسی تطبیقی هندو-اروپایی و سلتیکی‌شناس دانشگاه بن پذیرفته شد. همچنین در طی این مدت، استاد مدعو مدرسه عملی پژوهش‌های عالی در پاریس، به سال ۱۹۷۷ بود و در مرکز مطالعات قرون وسطی و رنسانس دانشگاه کالیفرنیا کالیفرنیا (۲۰۱۱) بود.
در سال ۲۰۰۸ تا ۲۰۱۴، او با همکاری بورگن اولیش (Jürgen Uhlich)، ژورنال لغت‌شناسی سلتی را تأسیس کرد. در ۲۰۰۹، او جزو بنیانگذاران Societas Europaea Celtologica بود. او در هیئت مشورتی ژورنال‌های متفاوت خارجی عضو بود. از سال ۲۰۰۰ تا ۲۰۰۸ مشاور باستان‌شناسی فرهنگ لغت آلمانی بود.

## منبع
- مشارکت‌کنندگان ویکی‌پدیا. «Stefan Zimmer». در دانشنامهٔ ویکی‌پدیای انگلیسی، بازبینی‌شده در ۳٫۱۲٫۲۰۱۵.